# Скелетний розклад матриці

Розклад матриці

Скелетний розклад матриці (англ. rank factorization) — представлення матриці {\displaystyle A} розміру {\displaystyle m\times n} і рангу {\displaystyle r(r\leq \min(m,n))} у вигляді добутку матриць {\displaystyle B} та {\displaystyle C} розмірів відповідно {\displaystyle m\times r} та {\displaystyle r\times n}.
{\displaystyle A=BC\quad (A\in \mathbb {F} ^{m\times n},\quad B\in \mathbb {F} ^{m\times r},\quad C\in \mathbb {F} ^{r\times n})}.

## Існування
Оскільки {\displaystyle r} ранг матриці {\displaystyle A}, то він є і рангом векторного простору її вектор-стовпців. Тоді візьмемо за базис цього простору перші {\displaystyle r} лінійно-незалежних стовпців матриці {\displaystyle A}. Вони і складуть матрицю {\displaystyle B}.
А оскільки всі стовпці матриці {\displaystyle A} лінійно виражаються через ці стовпці (тобто матрицю {\displaystyle B}), то коефіцієнти розкладу і утворять матрицю {\displaystyle C}.